# Lopata (gmina Celje)
Lopata – wieś w Słowenii, w gminie miejskiej Celje. W 2018 roku liczyła 662 mieszkańców. 